# Christus Koning (Leeuwarden)
Christus Koning is een standbeeld in de Nederlandse stad Leeuwarden.

## Achtergrond
Rond de wisseling van 19e naar de 20e eeuw werd de Heilig Hartverering nieuw leven ingeblazen; er werden kerken gebouwd gewijd aan het Heilig Hart en Heilig Hartbeelden geplaatst. Vooral na de instelling van het feest van Christus Koning in 1925 werd Jezus ook wel als koning verbeeld, met koninklijke attributen als een kroon of scepter. 
Het beeld in Leeuwarden was een geschenk van de parochianen aan pastoor Theodorus Rudolph Holtmann (1887-1971), ter gelegenheid van diens zilveren priesterjubileum in 1937. Het werd gemaakt door beeldhouwer Wim Harzing. In het voorjaar van 1938 verrees het Christusbeeld op het plein voor de Sint-Bonifatiuskerk, met zijn gezicht naar de Voorstreek.

## Beschrijving
Het zandstenen beeld toont Christus ten voeten uit, als Koning van het heelal. Hij is omhangen met een mantel en draagt in zijn rechterhand een rijksappel, in zijn linkerhand houdt hij een kruisstaf. Het beeld staat op een bakstenen sokkel.
Het beeld is sinds 2009 een gemeentelijk monument (nr. 29).